# Сосновка (Павловский район)
Сосно́вка — деревня в Павловском районе Нижегородской области. Входит в состав городского поселения город Горбатов .